# Condado de Verdú
Conde de Verdú es un título nobiliario creado el 3 de diciembre de 1877, por el rey Alfonso XII, a favor de María Teresa del Real y Saint-Just, en memoria de su esposo Gregorio Verdú y Verdú, Brigadier de Ingenieros muerto en la batalla de Dima (Navarra).
El 28 de noviembre de 1950, rehabilitó el título Pedro de Fagalde y Herce, divorciado de María del Pilar Luca de Tena, hija de Torcuato Luca de Tena, I marqués de Luca de Tena y fundador del periódico ABC.
El 8 de agosto de 1997, le sucedió su hija Carmen Fagalde Luca de Tena.
El 9 de febrero de 2017, tras la muerte de su Carmen Fagalde Luca de Tena, le sucedió su hija María del Pilar Puente Fagalde.